# Burggrafenpalast

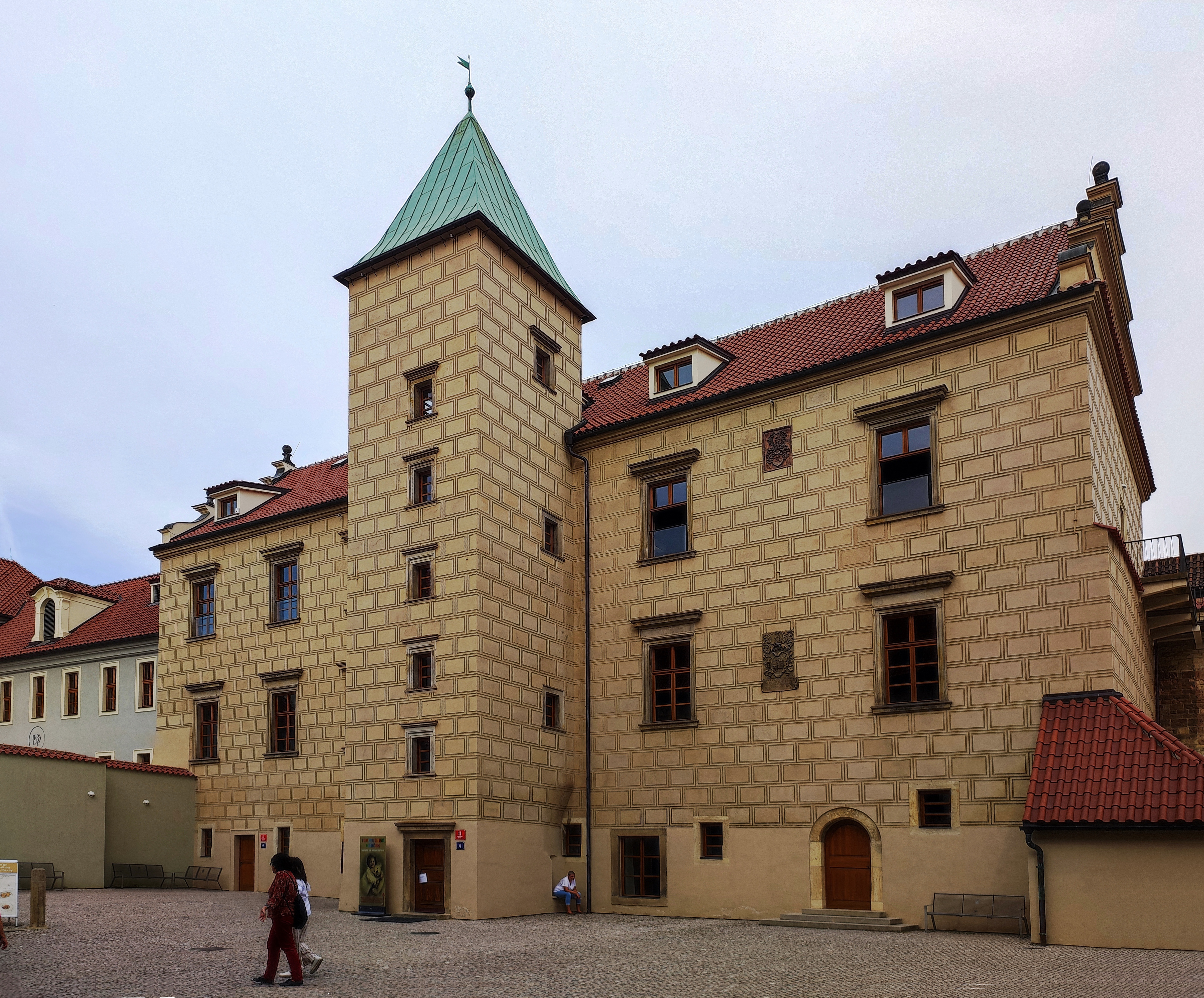
Der ehemalige Burggrafenpalast auf der Prager Burg

Der Burggrafenpalast, auch Alte Burggrafschaft oder Burggrafenamt (tschechisch Staré purkrabství oder Nejvyšší purkrabství), auf der Prager Burg ist ein Renaissancegebäude aus dem 16. Jahrhundert. Im Mittelalter war es die Residenz des höchsten böhmischen Landesbeamten, des Obersten Burggrafen des Königreichs Böhmen (Nejvyšší purkrabí Království českého), der den König in dessen Abwesenheit vertrat und die Regierungsgeschäfte übernahm. Dieses Amt, das sich aus dem früheren Amt des Kastellans der Prager Burg entwickelte, konnten nur Mitglieder der bedeutendsten Adelsfamilien bekleiden.
In den 1960er Jahren wurde es zusammen mit zwei Nachbarhäusern zum Haus der Tschechoslowakischen Kinder (Dům československých dětí) umgebaut. Heute beherbergt es neben einem Museum für Fotografie, einem Café und einem Kino das Spielzeugmuseum (Muzeum hraček) von Ivan Steiger mit der größten privaten Spielzeugsammlung der Welt.

## Geschichte und Beschreibung

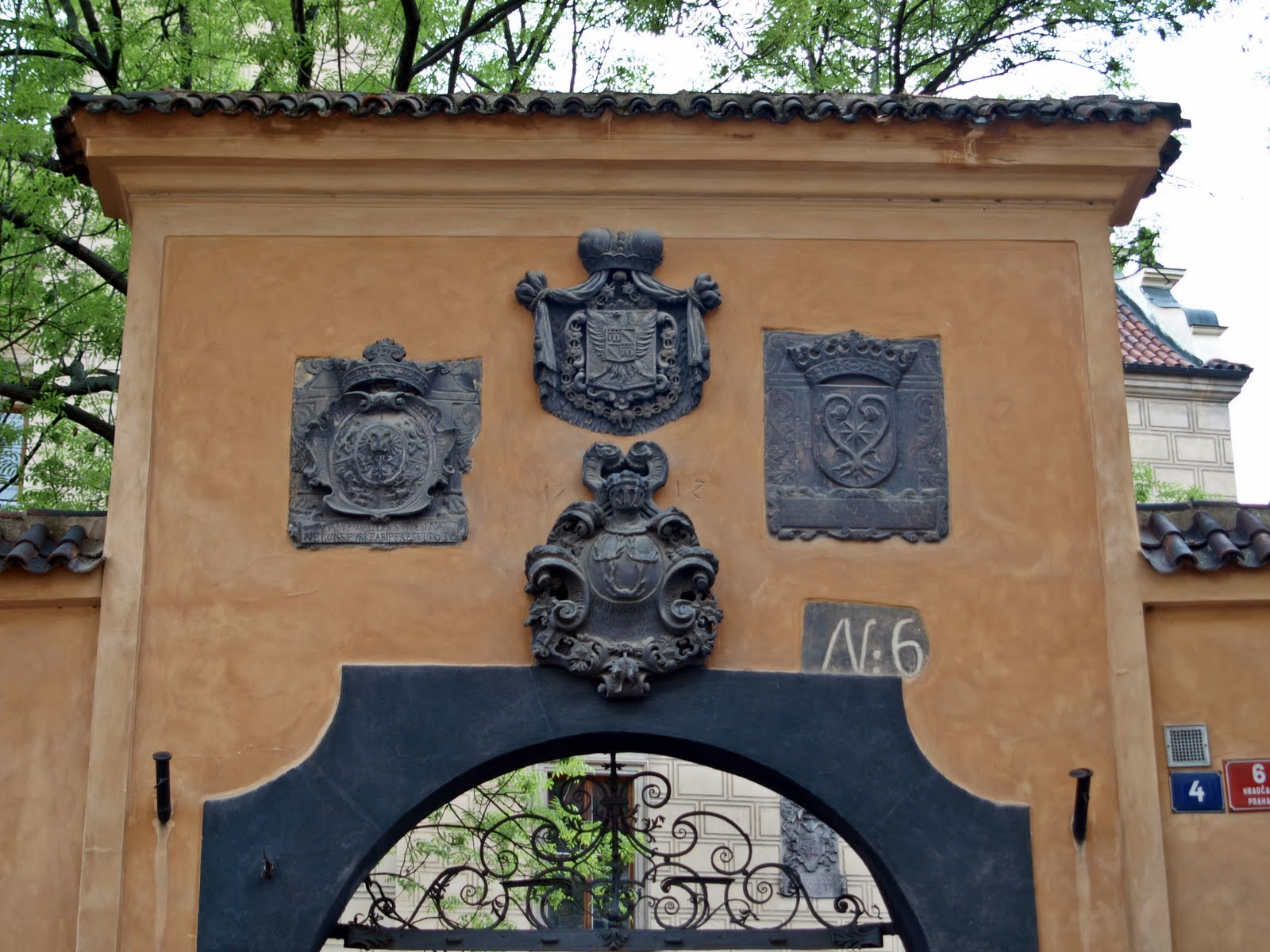
Wappen über dem Eingangsportal an der Jiřská-Straße

Der einflügelige zweistöckige Burggrafenpalast mit Renaissancefassade und einem romanischen Wehrturm, dem Schwarzen Turm, steht an der östlichsten und tiefsten Stelle des Burgareals hinter einer Mauer am unteren Ende der Jiřská-Straße (Georgstraße), Haus Nr. 11/4 und 11/6. Die Rückseite des Hauses ist dem Goldenen Gässchen zugewandt. Den Palast in seiner heutigen Form ließ in den Jahren 1553 bis 1559 Burggraf Johann Popel von Lobkowicz von dem italienischen Baumeister Giovanni Ventura errichten. In den 1590er Jahren nahm Ulrico Aostalli noch weitere Umbauten vor.
Der Renaissancepalast wurde auf Überresten eines älteren gotischen Gebäudes gebaut, das beim großen Brand des Jahres 1541 schwer beschädigt worden war. Dieses gotische Gebäude wurde bereits 1335 schriftlich erwähnt. Der künftige böhmische König Karl IV. residierte hier mit seinem Gefolge, bevor der Umbau des Alten Königspalastes abgeschlossen war. In den folgenden Jahrhunderten wurde das Haus je nach Bedarf mehrmals umgebaut und ergänzt. Die mit Sgraffito verzierte Renaissancefassaden blieben aber bis heute erhalten.
Im Inneren ist der Gerichtssaal aus der Renaissancezeit erhalten. Er ist mit einer dekorativ bemalten Holzdecke, mit allegorischen Fresken und einem Wandgemälde mit der Darstellung des salomonischen Urteils geschmückt. Über dem barocken Eingangsportal an der Jiřská-Straße befinden sich vier Wappen der Obersten Burggrafen aus dem 17. und 18. Jahrhundert. Es sind Adam von Waldstein, Jaroslav Borsita von Martinic, Johann Joseph von Wrtby und Karl Egon I. zu Fürstenberg.
Zum Areal gehört der viereckige romanische Schwarze Turm, ein Teil der ehemaligen romanischen Burgbefestigung. Die oberen Stockwerke waren Kerker, insbesondere für Schuldner. Der böhmische Ritter Dalibor von Kozojedy, der im benachbarten, später nach ihm benannten Turm Daliborka gefangen war, wurde im Hof zwischen dem Burggrafenpalast und dem Schwarzen Turm enthauptet.
In den 1960er Jahren wurde nach einem Projekt des Architekten Josef Hlavatý der Burggrafenpalast mit zwei benachbarten Häusern, den Lobkowicz-Ställen und dem Haus Bei Grüner Nuss (U zeleného ořechu) zusammengefasst und zum Haus der Tschechoslowakischen Kinder umgebaut.
Seit 1994 finden im Hof des Burggrafenpalastes die Shakespeare-Sommerfestspiele statt. Anstoß dazu gab der damalige Staatspräsident Václav Havel, der die Burg nach der Wende wiederbeleben und für ein breites Publikum attraktiv machen wollte. Zur Eröffnung wurde das Lustspiel Ein Sommernachtstraum aufgeführt.

## Spielzeugmuseum

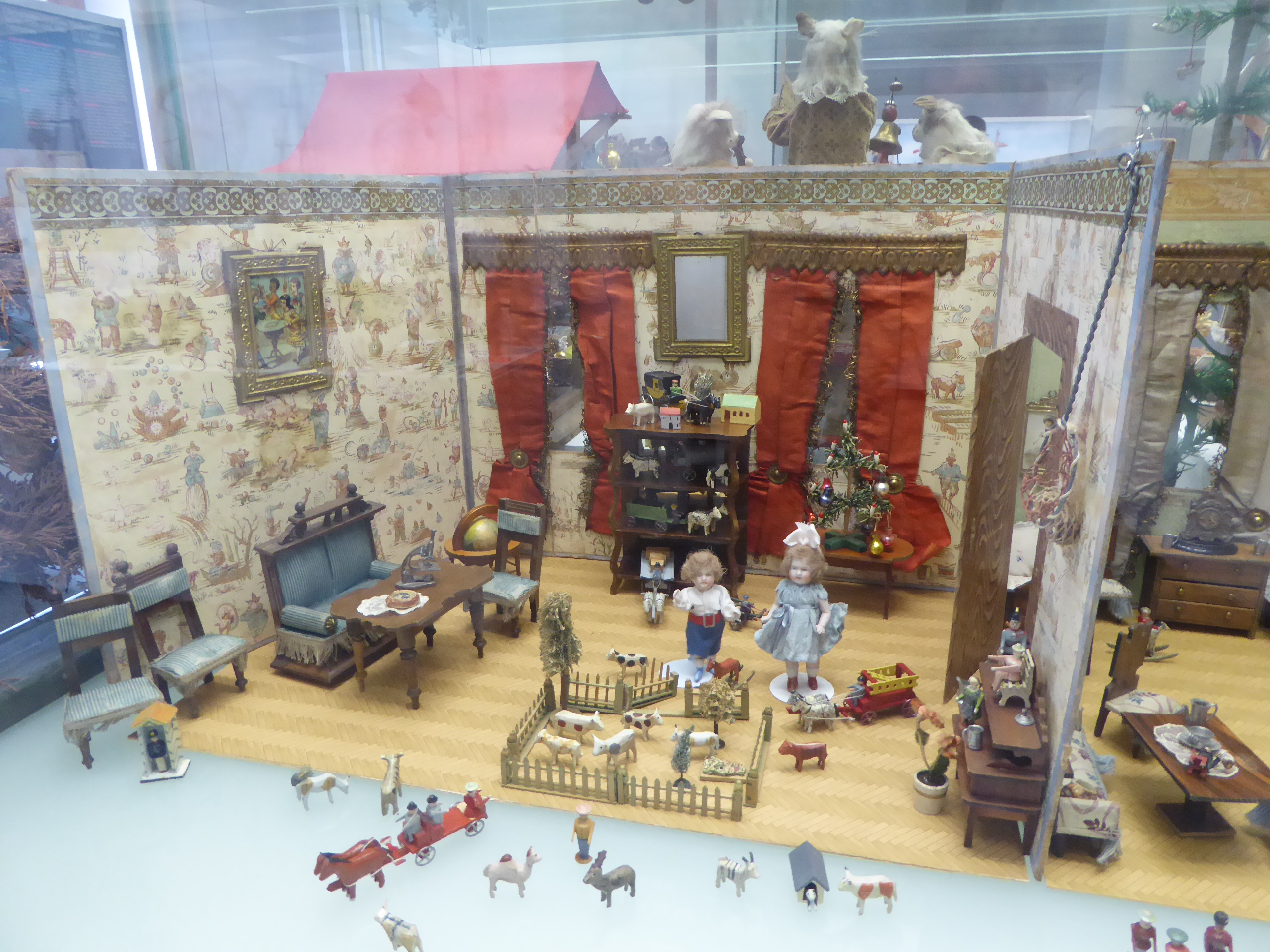
Puppenstube im Spielzeugmuseum

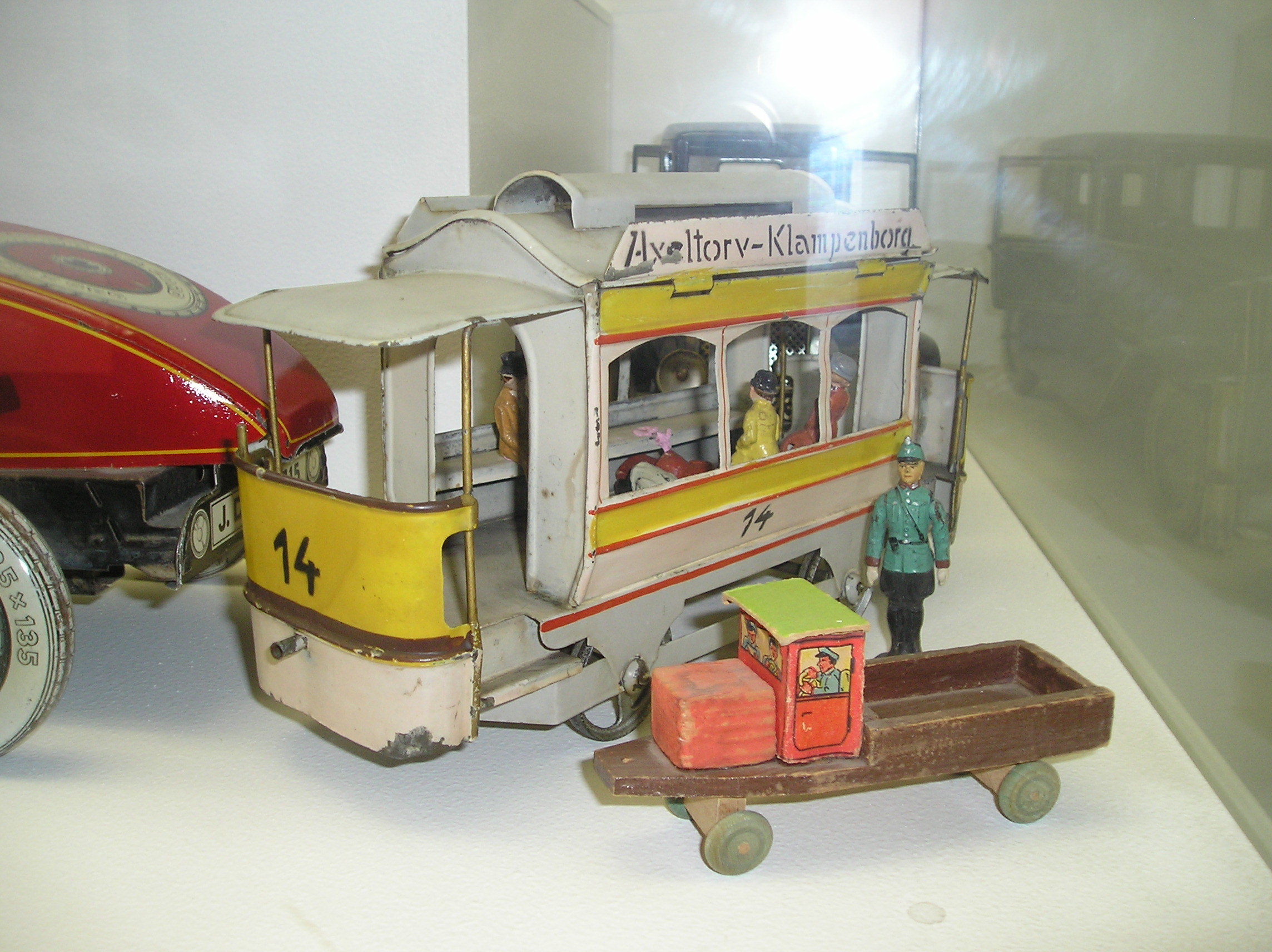
Fahrzeuge im Spielzeugmuseum

Im Burggrafenpalast ist heute das Spielzeugmuseum des Filmemachers und Karikaturisten Ivan Steiger untergebracht. Es zeigt die weltweit größte private Spielzeugsammlung mit Unikaten alter europäischer und amerikanischer Spielsachen. Die Ausstellung umfasst zwei Stockwerke und sieben Säle mit sechzig Vitrinen und präsentiert Holz- und Blechspielzeug, Puppen und Puppenstuben, Teddybären, Fahrzeuge, Spielzeugeisenbahnen mit Bahnhöfen und vielfältigem Zubehör, darunter auch die ältesten Märklin-Eisenbahnen, Bauernhöfe mit Tieren, einen Zoo mit exotischen Tieren, eine Zirkusmanege mit Blechclowns zum Aufziehen und vieles andere mehr. Eine beeindruckende Sammlung von mehreren hundert Barbiepuppen zeichnet ihre gesamte Geschichte von den Anfängen an und die Entwicklung der Mode im Laufe der Jahre nach. Gezeigt wird Spielzeug aus der Zeit des antiken Griechenlands bis hin zur heutigen Zeit, auch traditionelles tschechisches Spielzeug ist zu sehen.